# ジョンヨン
ジョンヨン（英: JEONGYEON、朝: 정연、漢: 定延、1996年11月1日 - ）は、韓国出身のアイドル。ガールズグループTWICEのメンバー。JYPエンターテインメント所属。京畿道水原市出身。本名はユ・ジョンヨン（朝: 유정연、漢: 兪定延、英: Yoo Jeongyeon）。

## 幼年期
1996年11月1日に韓国京畿道水原市に生まれる。
出生名はユ・ギョンワン（유경완）。「ギョンワン」は男性にも使われる中性的な名前であり、男児の出産を望んでいた両親によって性別判明を待たずに名付けられた。この中性的な名前が原因でいじめに遭ってしまったため、小学3年生の時に現在のユ・ジョンヨン（유정연）に改名している。
2人の姉がおり、1人は女優のコン・スンヨンである。父は韓国の15代目大統領の金大中の元で働いていた料理人。母は日本食レストランを経営している。
幼いころからエアロビクスを習い、歌やダンスに興味を持つようになった。

## 人物
身長は168cm、血液型はO型。MBTIはESFJ。家族構成は姉が二人いる。
TWICEでリードボーカルを担当。メンバーカラーはライトグリーン。
練習生時代にパン屋でアルバイトをしていた。アルバイトを始めてみると、思ったより自分に合っていたため歌手デビューを諦めて、ベーカリーショップに就職しようと考えたことがある。
おちゃらけていることが多いが、心優しくかなり面倒見がよく、メンバーの支柱的存在。ダヒョンがステージ本番直前に具合を悪くした際真っ先にジョンヨンのところに行くなど、いざという時にメンバーがジョンヨンに頼ることが多い。また、YES or YESの活動期にジョンヨンがファンのためにダンス動画を撮ろうと提案したが、その時期はメンバーが過労のあまり心身ともに疲弊していた時期でもあり、メンバーのことを考えきれていなかったと後悔し悩んだこともある。
2020年に頚椎椎間板ヘルニアを発症、同時期にパニック障害をはじめとする、心の健康上の問題に苛まれ、以降4回活動を中断している。
2024年現在もヘルニアの治療中に用いたステロイドの副作用で急激に太ってしまったが、現在は活動休止前のスタイルを取り戻しつつある。

## 経歴

### デビュー前
幼少期にJYPエンターテインメントのオーディションに落ちたが、2010年3月の公開オーディションに合格して最終的に事務所入りした。TWICEとしてデビューするまでの5年間トレーニングを積んだ。2013年から2015年の始めまで、ナヨン・ジヒョとともにJYPの新たなガールズグループのメンバーになると期待されていた。しかし、このプロジェクトは中止され、彼女らはデビューしなかった。
2015年に、TWICEの最初のメンバーを選ぶためのテレビ番組SIXTEENに参加した。最終回でTWICEを構成することになる9人のうちの1人に選ばれた。

### TWICE
2015年10月、TWICEはミニ・アルバム『THE STORY BEGINS』をリリースし、メンバーとして正式にデビューした。そのリードシングル「Like OOH-AHH」はK-POPのデビュー曲として初めてYouTubeで1億回の再生回数を記録した。姉とともに2016年7月から2017年1月まで韓国の音楽番組SBS人気歌謡で共同司会を務め、2人で2016年のSBS Entertainment Awardsの新人賞を受賞した。デビュー以来、TWICEのいくつかの曲の作成も行っている。Gallup Koreaが毎年行ってる音楽世論調査で同じメンバーのナヨンとともに2016年から2019年まで4年連続で韓国で最も人気のあるアイドルのトップ20に選ばれた。

### 活動休止
2020年10月17日、JYPエンターテインメントはジョンヨンが健康上の問題で活動を休止することを発表した。2021年1月31日、第30回ソウル歌謡大賞で復帰したが、8月18日、パニックや心理的な不安障害の症状があるとして活動を中断することを発表。
2022年2月15日、4度目のワールドツアー「TWICE 4th WORLD TOUR III」のアメリカ公演初日のロサンゼルスに参加。全7公演のすべての日程に参加した。

## テレビ番組など

### 番組
| 年        | タイトル             | ネットワーク | 役割             | 備考                       | Ref.               |
| --------- | -------------------- | ------------ | ---------------- | -------------------------- | ------------------ |
| 2015      | SIXTEEN              | Mnet         | コンテスト参加者 |                            | [ 13 ]             |
| 2016      | Muscle Queen Project | KBS          | コンテスト参加者 |                            | [ 1 ]              |
| 2016      | Law of the Jungle    | SBS          | 彼女自身         |                            | [ 1 ]              |
| 2016–2017 | SBS人気歌謡          | SBS          | 司会             | 実姉コン・スンヨンとともに | [ 1 ] [ 6 ] [ 17 ] |

## ディスコグラフィ

### 作詞
| 年   | 曲               | アルバム      | 共同作業者                               | Ref.                       |
| ---- | ---------------- | ------------- | ---------------------------------------- | -------------------------- |
| 2017 | LOVE LINE        | twicetagram   |                                          | [ 1 ] [ 28 ] [ 29 ] [ 30 ] |
| 2018 | SWEET TALKER     | What is Love? | チェヨン                                 | [ 1 ] [ 30 ] [ 31 ]        |
| 2018 | LALALA           | YES or YES    |                                          | [ 1 ] [ 30 ] [ 32 ]        |
| 2019 | 21:29            | Feel Special  | TWICE                                    | [ 28 ] [ 30 ] [ 33 ]       |
| 2020 | SWEET SUMMER DAY | MORE & MORE   | チェヨン                                 | [ 30 ] [ 34 ] [ 35 ]       |
| 2022 | Celebrate        | Celebrate     | J.Y. Park "The Asiansoul"、TWICE、Co-sho |                            |
| 202  | BLOOM            | With YOU-th   |                                          |                            |

### サウンドトラック
| タイトル                                        | 年   | アルバム           |
| ----------------------------------------------- | ---- | ------------------ |
| "Like a star (별처럼)" (コン・スンヨンとともに) | 2018 | My Dream Class OST |

## 賞
| 年   | 賞                             | カテゴリ                             | 受賞理由    | 結果 | Ref.         |
| ---- | ------------------------------ | ------------------------------------ | ----------- | ---- | ------------ |
| 2016 | 第10回SBS Entertainment Awards | 新人賞（女性）コン・スンヨンとともに | SBS人気歌謡 | 受賞 | [ 1 ] [ 18 ] |